# Mammillaria petrophila
Mammillaria petrophila är en kaktusväxtart som beskrevs av K. Brandegee. Mammillaria petrophila ingår i släktet Mammillaria och familjen kaktusväxter.

## Underarter
Arten delas in i följande underarter:
- M. p. arida
- M. p. baxteriana
- M. p. petrophila

## Bildgalleri

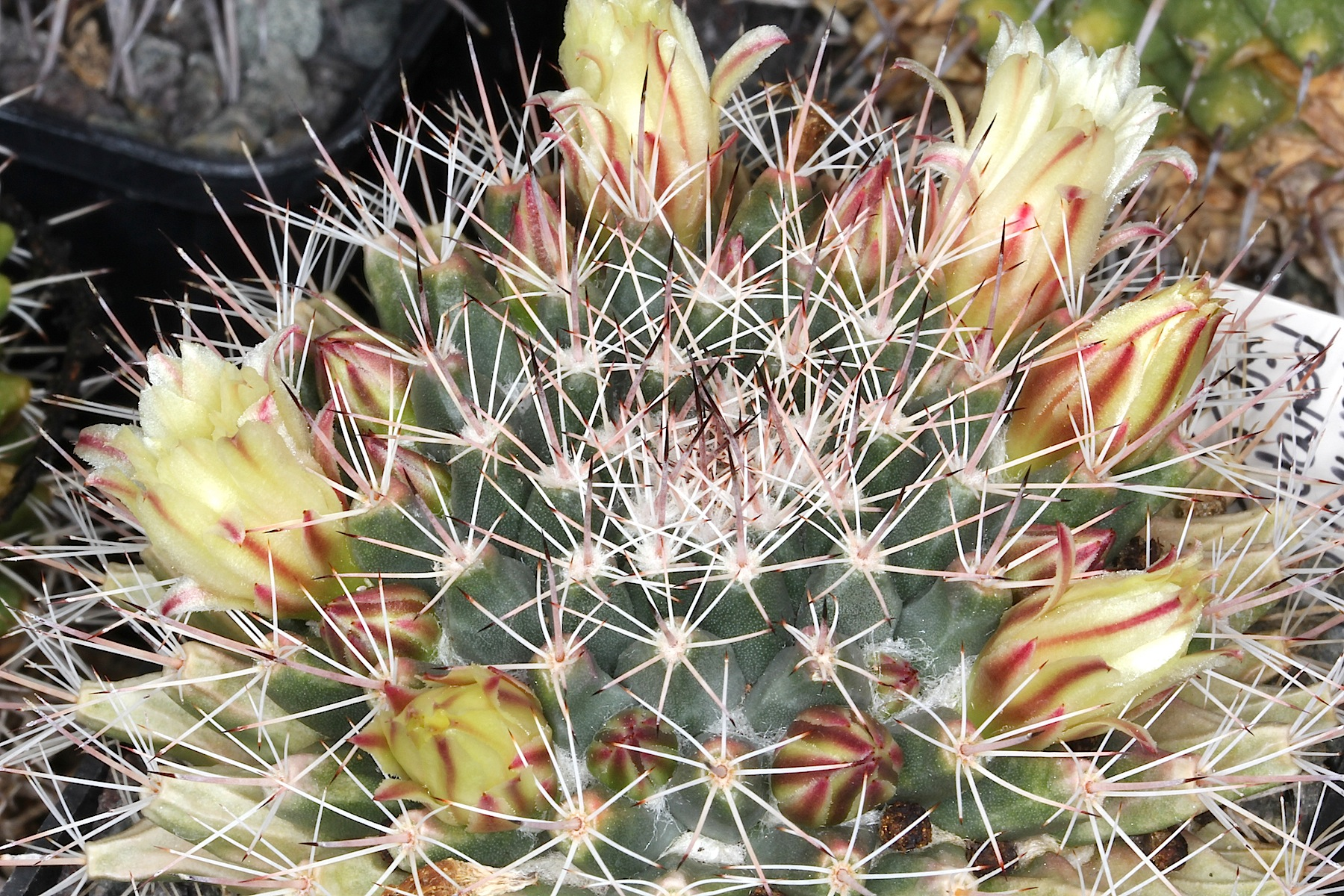
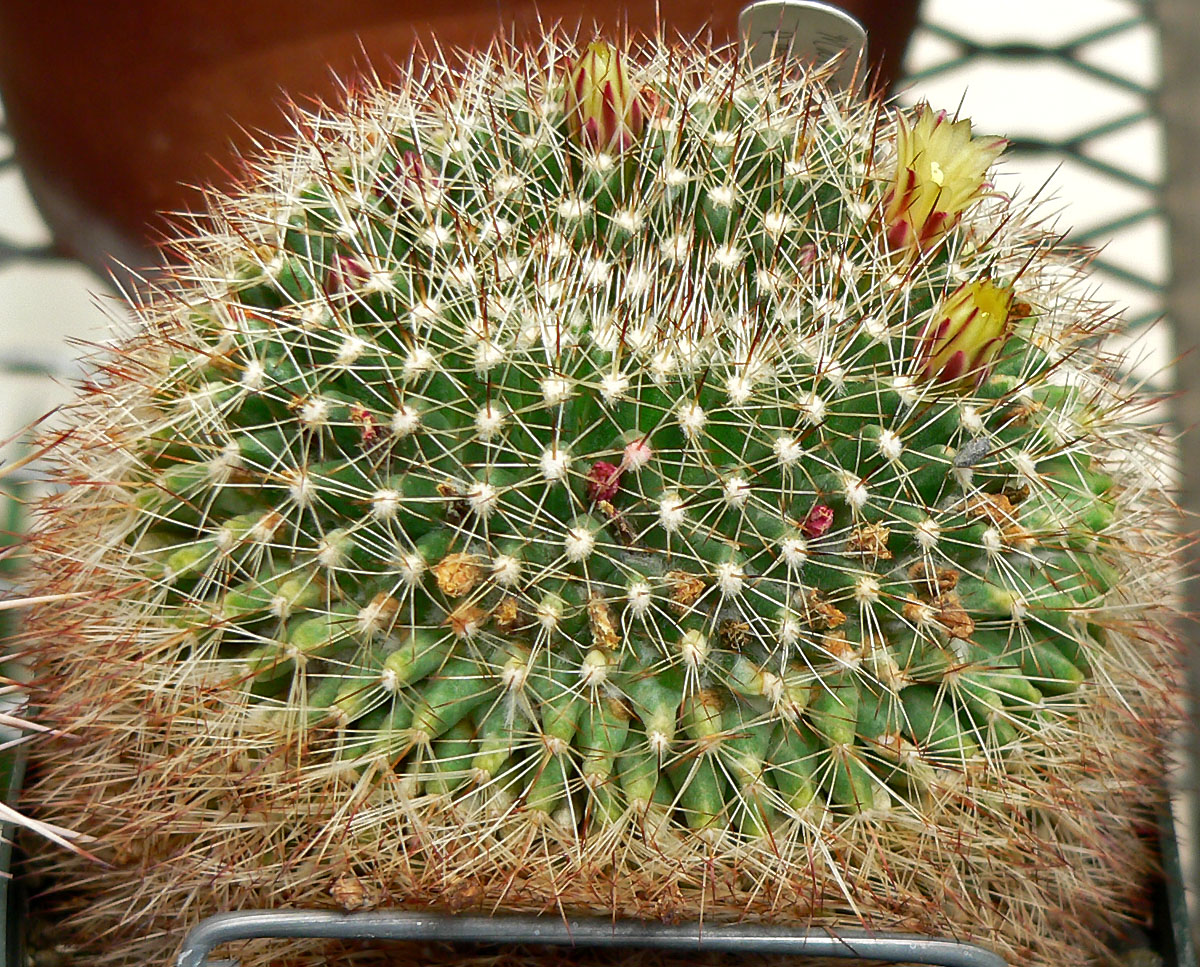
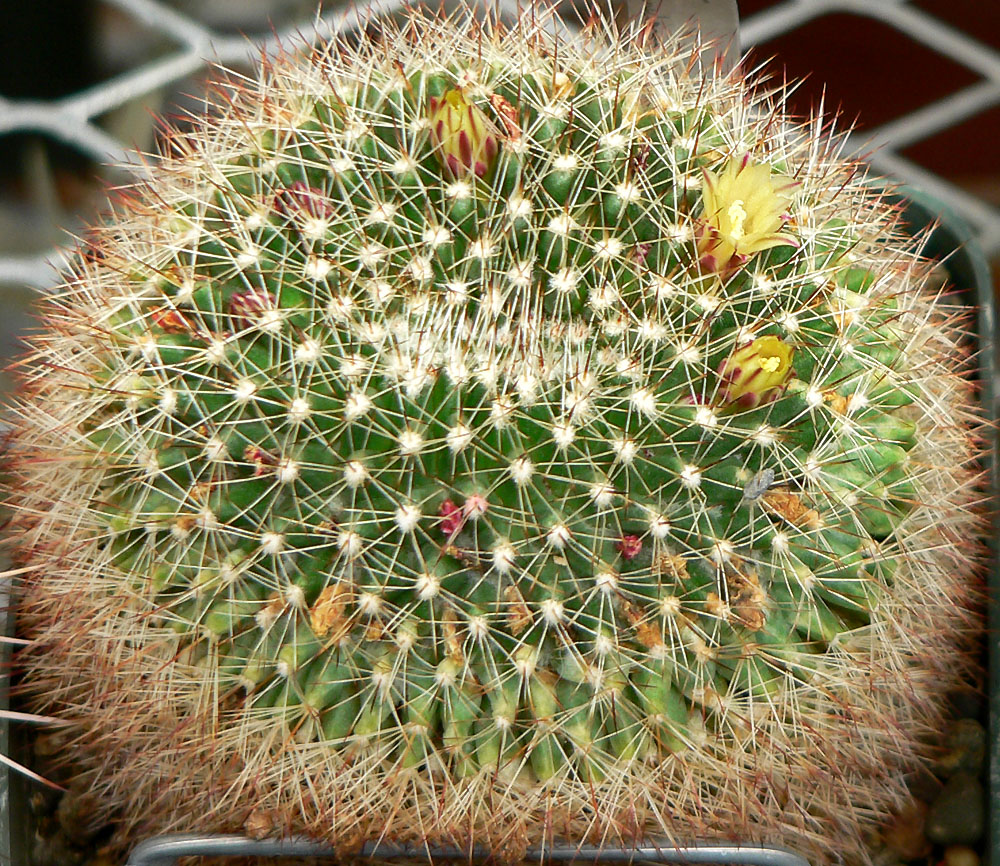